# دردار مزدوج الفلقة
دردار مزدوج الفلقة (الاسم العلمي: Ulmus dimidiata) هو نوع نباتي يتبع جنس الدردار من فصيلة الدردارية.